# Лысенки
Лысенки (Лысенко) — дворянский род украинского происхождения.
Род Лысенков внесён в VI часть родословной книги Черниговской губернии.

## Персоналии
- Лысенко, Иван Яковлевич (? — 1699) — генеральный есаул, черниговский и переяславский полковник, наказной атаман Войска Запорожского.
- Лысенко, Фёдор Иванович (? — 1751) — генеральный есаул и генеральный судья Войска Запорожского.
- Лысенко, Иосиф Львович (1801—1867) — русский генерал-лейтенант.
- Лысенко, Николай Витальевич (1842—1912) — украинский композитор, пианист, дирижёр, педагог, собиратель песенного фольклора и общественный деятель.
- Лысенко, Андрей Витальевич (1851—1910) — украинский врач, общественный деятель, младший брат Николая Лысенко.
- Лысенко, Григорий Иванович (1784—1842) — крупный русский коллекционер нумизматических редкостей. Его коллекция имела столь огромную ценность, что при посмертной продаже на неё претендовали три виднейших российских нумизмата того времени: император Николай I, княгиня О. А. Орлова (в девичестве Жеребцова), супруга всесильного николаевского вельможи князя А. Ф. Орлова и граф С. Г. Строганов.

## Описание герба
В щите, имеющем золотое поле, изображены крестообразно Сабля и Стрела.
Щит увенчан обыкновенным дворянским шлемом с дворянской на нём короной и тремя страусовыми перьями. Намёт на щит золотой, подложен чёрным.
Герб рода Лысенков внесён в «Общий гербовник дворянских родов Всероссийской империи» (Часть 1, стр. 86).